# Ole sad på en knold og sang
"Ole sad på en knold og sang" er en dansk sang.
Teksten er af Jeppe Aakjær og den er dateret til den 13. eller 18. august 1899 i Jebjærg.
Fra samme tid stammer Aakjærs jyske digt Kom mi bette Kipkal.
Digtet har 8 strofer hver med to egentlige verselinjer med enderim.
Med derudover er der to "tral-la-la"-linjer.
Det handler om en ung fårehyrdes udlængsel.
Første strofe lyder
Ole sad paa en Knold og sang

lal-la-lal

Faar og Beder omkring ham sprang

- tral-la-la!
"Beder" er kastrerede væddere.
Den gængse melodi er fra 1911 og af
komponisten Alfred Tofft (1865-1931).
Digtet blev udgivet i digtsamlingen Derude fra Kjærene fra 1899. Her er titlen blot Ole.
Bogen er indskannet og gjort tilgængelig af Det Kongelige Bibliotek.
Den er også optaget i en senere udgave af Rugens sange.
Sangen er optaget i Højskolesangbogen.
I Folkehøjskolens Melodibog ses første vers med klaverarrangement i F-dur.
Sangen findes i afsnittet "Viser for børn" i 555 sange med tekst, melodi og becifring, — også sat i F-dur.
Indspilninger af sangen findes af for eksempel Maria Stenz.
I tv-serien Morgensang sang Phillip Faber til eget klaverakkompagnement mens Hans Ulrik spillede fløjte til.
Videooptagelse med Dreamers' Circus og DR Børnekoret fra en koncert i DR Koncerthuset findes også.